# Akodon philipmyersi
El ratón jesuita (Akodon philipmyersi) es una especie de roedor de pequeño tamaño del género Akodon de la familia Cricetidae. Habita en el nordeste del Cono Sur de Sudamérica.

## Taxonomía
Esta especie fue descrita originalmente en el año 2005 por los zoólogos Ulyses F. J. Pardiñas, Guillermo D’Elía, S. Cirignoli y Suárez.
Localidad tipo
La localidad tipo referida es: “Estancia Santa Inés, departamento Capital, provincia de Misiones, Argentina”.
Etimología
El término específico es un epónimo en honor a Philip Myers, un renombrado mastozoólogo del Museo de Zoología de la Universidad de Míchigan en agradecimiento a sus importantes contribuciones en la determinación de las relaciones entre los miembros del género Akodon.

## Distribución geográfica y hábitat
Este roedor es endémico del sur de la provincia de Misiones, en el nordeste de la Argentina. Habita en el ecosistema de los campos misioneros, el cual, bordeando la selva atlántica, se proyecta también en el sudeste de Brasil y el este de Paraguay.

## Conservación
Según la organización internacional dedicada a la conservación de los recursos naturales Unión Internacional para la Conservación de la Naturaleza (IUCN), al haber muy poca información sobre su distribución, población total y sus requisitos ecológicos, la clasificó como una especie con: “Datos insuficientes” en su obra: Lista Roja de Especies Amenazadas.